# Ilhéu Branco
Ilhéu Branco är en ö i Kap Verde.   Den ligger i kommunen Concelho de São Vicente, i den nordvästra delen av landet, 230 km nordväst om huvudstaden Praia. Arean är 3,0 kvadratkilometer.